# Kubanski kozaci

Kubanski kozaci (ukr. Кубанське козацьке військо, rus. Кубанские казаки) su pripadnici ukrajinske narodnosti koji su prostore današnje Kubanske regije u Ruskoj Federaciji naselili krajem 18. stoljeća. Kubanski kozaci su potomci Zaporoških kozaka koji su bili prisiljeni napustiti središnju Ukrajinu odlukom ruske carice Katarine II. da se potpuno ukine autonomija neovisnog ukrajinskog središta Zaporoške Siči. Dolaskom na prostore sjevernog Kavkaza uz istočnu obalu Azovskog mora, precima kubanskih kozaka je bilo zabranjeno političko organizranje i stvaranje novih oblika autonomije sve do 1860. godine kada su u sklopu ruskih carskih vojnih postrojbi osnovali vlastitu novu vojnu organizaciju Kubansku Sič. U sklopu Ruskog carstva, Kubanski kozaci su evidentirani kao Malorusi (Ukrajinci) i služili su se ukrajinskim jezikom, prakticirajući ukrajinske običaje i kulturu.
Godine 1897. činili su 47.3% od ukupne populacije u regiji, da bi se tijekom dodatnih deportacija stanovništva i masovnog izgladnjavanja na tom prostoru 1932. i 1933. taj broj drastično smanjio. Danas ih u Kubanskoj regiji ima preko 2.000.000 s činjenicim da taj broj podrazumijeva dodatnih 55% od ukupne populacije koja se postepeno kroz razne oblike sovjetske rusifikacije prestala izjašnjavati u etničkom smislu Ukrajincima. Ista populacija i dalje njeguje određene ukrajinske tradicije i služe se ukrajinsko-ruskom jezičnom kombinacijom Balačkom, ali se u etničkom smislu često izjašnjavaju Kubanskim kozacima. Razlog tomu leži i u činjenici da su kao dinamična vojna zajednica, u političkom smislu, bili planirano više izloženi rusifikacijskoj politici.

## Povijest doseljenja na Kuban
Značajan dio zaporoških kozaka odnosno predaka Kubanskih kozaka nikada nije želio prihvatiti centraliziranu rusku vlast te je tijekom 18. stoljeća u potrazi za slobodom, prebjegao pred ruskom najezdom iz središnje Ukrajine na šire prostore dunavskog ušća i zapadne crnomorske obale, koja se tada nalazila pod slabijom osmanskom kontrolom. Za razliku od ruske vlasti koja je počela zabranjivati svaki oblik ukrajinske kulture i ukrajinski jezik, na dunavskom ušću kozaci su imali relativnu slobodu prakticiranja svojih ukrajinskih obiačaja i političkog odlučivanja te su počeli posredno ratovati na strani osmanske vojske u svojstvu ratnih plaćenika. Veliko vojno iskustvo i vojnička vrlina zaporoških kozaka, izmamljivala je sve veće povlastice i tek obećanje turskog sultana 1778. za stvaranje autonomne Dunavske Siči.
S obzirom na to da su zaporoški kozaci imali puno veće povlastice na osamnskom teritoriju nego na ruskom, od kompletne kozačke vojske s prostora Zaporoške Siči u središnjoj Ukrajini, njih čak oko 30% je prebjeglo na prostore oko dunavskog ušća što je postala realna prijetnja da ruska carska vojska, koja je u svojim redovima imala i mnoge Ukrajince, uopće dobije rat protiv Osmanlija. Sve veće pridobivanje zaporoških kozaka u ratne plaćenike na osmanskoj strani, prisilio je rusku caricu i generala Gregorija Potemkina da promjene svoju oštru antiukrajinsku politiku prema kozacima. Potemkin je tada u nekoliko navrata pozivao zaporoške kozake da se vrate na središnje ukrajinske prostore gdje će dobiti dodatna prava. Upravo je dodjeljivanje zemljišta i fiktivne autonomije u današnjoj Kubanskoj regiji bio povod da se zaporoški kozaci u većini vrate u Rusko carstvo i da ratuju na strani ruske carske vojske i svojih pravoslavnih sunarodnjaka.

## Vojna uloga u Ruskom carstvu
U Rusko-turskom ratu (1787. – 1792.), zaporoški kozaci su odigrali ogromnu ulogu u ratu protiv osmanskih osvajača i ujedno su otvorili vrata ruskom proboju na južni Kavkaz. Zaporoški kozaci na prostoru Kubana stekli su ime «Kubanski kozaci» te su s vremenom prihvatili svoju ulogu ponosnih čuvara Ruskog carstva. Nad njima se tijekom 19. stoljeća vršila rusifikacija i asimliacija u sklopu dodatnih emigracija i pristizanja novih ruskih doseljenika. Kubanski kozaci su sudjelovali u svim ruskim ratovima i imali su veliku ulogu u ekspanziji Ruskog carstva prema jugu i istoku. Njihova ukrajinska kultura do danas se očuvala ponajviše kroz narodne pjesme i folklorne plesove. S obzirom na to da je ukrajinski jezik u Ruskom carstvu bio zabranjivan, on se do danas očuvao govoto isključivo u ukrajinskim pjesmama ili ga rijetko koristi uglavnom starija populacija Kubanske regije. Danas je za iste prostore karakteristična uglavnom ukrajinsko-ruska jezična kombinacija Balačka. 

## Vanjske poveznice
- Kuban Cossack Host. The only formation of Ukrainian Cossacks that existed until the final days of tsarist rule. (eng.)
- Kubanska Sič (1860. – 1914.) (rus.)
- Povijest; Kubanski glazbeni zbor (rus.)  Arhivirana inačica izvorne stranice od 21. kolovoza 2009. (Wayback Machine)
- Službene stranice kubanskih kozaka  Arhivirana inačica izvorne stranice od 9. svibnja 2007. (Wayback Machine)
- Povijesna dokumentacija - Kubanska Sič  Arhivirana inačica izvorne stranice od 19. siječnja 2010. (Wayback Machine)